# 钟山草属
钟山草属（学名：Petitmenginia）是玄参科下的一个属，为陆生植物。该属共有2种，分布于亚洲东部。